# Elmira Qafarova
Elmira Mikayıl qızı Qafarova (ur. 1 marca 1934 w Baku, zm. 1 sierpnia 1993 tamże) – radziecka i azerska polityk, przewodnicząca Prezydium Rady Najwyższej Azerbejdżańskiej SRR w latach 1989-1990, przewodnicząca parlamentu Azerbejdżanu w latach 1991-1992.
W 1958 ukończyła studia na wydziale filologii Azerbejdżańskiego Uniwersytetu Państwowego, 1966-1970 I sekretarz komitetu organizacyjnego Komunistycznej Partii Azerbejdżanu, pracownica, później kierowniczka Wydziału Kultury KC KPA, od 1980 minister oświaty Azerbejdżańskiej SRR, od 1 grudnia 1983 do 22 grudnia 1987 ministra spraw zagranicznych tej republiki. Od 1987 deputowana do Rady Najwyższej Azerbejdżańskiej SRR. Od 22 czerwca 1989 do 18 maja 1990 przewodnicząca Prezydium Rady Najwyższej Azerbejdżańskiej SRR, następnie do 26 listopada 1991 przewodnicząca Rady Najwyższej Azerbejdżanu, a do 5 marca 1992 przewodnicząca parlamentu Azerbejdżanu. Odznaczona Orderem Czerwonego Sztandaru Pracy.